# Cesare Maldini
Cesare Maldini (5 tháng 2 năm 1932 – 3 tháng 4 năm 2016) là cựu cầu thủ bóng đá và huấn luyện viên người Ý. Khi còn chơi bóng ông là một trung vệ thép của A.C. Milan và con trai ông, Paolo Maldini, cũng nắm giữ vị trí đó ở Milan. Paolo là đội trưởng của A. C. Milan, giành chức vô địch C1 năm 2003, sau 40 năm khi cha anh cũng giành được danh hiệu đó.

## Tiểu sử
Cesare Maldini sinh ra tại Trieste, Venezia Giulia. Ông là đội trưởng của A.C. Milan giành cúp C1 mùa bóng 1962-63. Ông làm trợ lý huấn luyện viên của Ý giành chức vô địch World Cup 1982 được tổ chức ở Tây Ban Nha. Ông đã làm huấn luyện viên cho U21 Ý trong 10 năm và cũng đã giành được cúp châu Âu cho lứa tuổi U21. Ông trở lại làm huấn luyện viên đội tuyển Ý ở World Cup 1998, với con trai Paolo ông là đội trưởng. Ở giải đó Ý đã bị Pháp loại ở trận tứ kết sau loạt đá 11m. Ông làm huấn luyện viên cho đội tuyển bóng đá quốc gia Paraguay và tham gia World Cup 2002 tổ chức tại Nhật Bản và Hàn Quốc. Đội tuyển của ông lại bị loại ở vòng 16 đội bởi Đức. Sau đó huấn luyện viên lão luyện này trở lại A.C. Milan trong vai trò là người tìm kiếm tài năng trẻ. Ông mất ngày 3 tháng 4 năm 2016 tại quê nhà.

## Danh hiệu

### Câu lạc bộ
- Serie A: 4
  - 1954 – 1955, AC Milan
  - 1956 – 1957, AC Milan
  - 1958 – 1959, AC Milan
  - 1961 – 1962, AC Milan
- UEFA Champions League: 1
  - UEFA Champions League 1962-63, AC Milan

## Sự nghiệp

### Cầu thủ
- 1952 – 1953 Triestina
- 1954 –1966 A.C. Milan
- 1966 –1967 Torino

### Huấn luyện viên
- 1974 – 1976 Foggia
- 1976 – 1977 Ternana
- 1978 – 1980 Parma
- 2001 – 2001Milan

### Huấn luyện viên quốc gia
- 1986 – 1996 U21 Ý
- 1996 – 1998 Ý
- 2001 – 2002 Paraguay